# Roncaro
Roncaro (lombardul: Runcar) település Olaszországban, Lombardia régióban, Pavia megyében. Lakosainak száma 1561 fő (2023. január 1.). Roncaro Cura Carpignano, Lardirago, Sant’Alessio con Vialone, Vistarino és Marzano községekkel határos.

## Népesség
A település lakossága az elmúlt években az alábbi módon változott:
| Lakosok száma | 1548 | 1563 | 1561 |
|               | 2017 | 2018 | 2023 |